# Jürg Egger
Jürg Egger (1º gennaio 1982) è un bobbista svizzero.

## Palmarès

### Europei
- 4 medaglie:
- 1 oro (bob a quattro[1] a Königssee 2014);
  - 2 argenti (bob a quattro[1] a Cesana 2008; bob a quattro[1] a Igls 2013);
  - 1 bronzo (bob a due[1] a Igls 2010).

### Coppa del Mondo
- 5 podi (1 nel bob a due, 4 nel bob a quattro):
  - 1 vittorie (nel bob a quattro);
  - 3 secondi posti (tutti nel bob a quattro);
  - 1 terzo posto (nel bob a due).

#### Coppa del Mondo - vittorie
| Data             | Luogo     | Paese   | Disciplina                                                |
| ---------------- | --------- | ------- | --------------------------------------------------------- |
| 16 dicembre 2012 | La Plagne | Francia | a quattro con Beat Hefti, Alex Baumann e Thomas Lamparter |